# Orchestre symphonique de la SRC
L'Orchestre symphonique de la SRC (CBC Symphony Orchestra en anglais) est un orchestre symphonique travaillant pour la Société Radio-Canada en 1952 à Toronto. L'orchestre radiophonique de la SRC cessa son activité en 1964.

## Historique
L'orchestre radiophonique formé à Toronto en 1952, fut placé sous la direction musicale de Geoffrey Waddington, puis plus tard du chef d'orchestre québécois Jean-Marie Beaudet.
Sa première émission (29 septembre 1952) comprenait l'ouverture de La Cenerentola de Gioachino Rossini et la Symphonie no 3 de Jean Sibelius.
L'orchestre symphonique de la SRC était composé de 80 musiciens dont la moitié était membre de l'orchestre symphonique de Toronto.

## Source
- L'Encyclopédie canadienne